# Internationale Tonspur
Eine internationale Tonspur ist eine Tonspur in Filmen, bei der Atmo, Geräusche und Musik getrennt von den Stimmen gespeichert werden. Dadurch ist es möglich, Filmfassungen in verschiedenen Sprachen zu synchronisieren.
Traditionell spricht man von IT-Bändern (englisch M&E für Music and Effects), die für die Synchronisierung eines Films in einer anderen Sprache als der Originalsprache benötigt werden. Wenn der Film im Original Stereo- oder Mehrkanalton hat, sollten die IT-Bänder die gleiche Anzahl von Kanälen aufweisen.
Die Anfertigung eines ITs ist ein separater Arbeitsschritt, der in der Regel nach der eigentlichen Filmmischung erfolgt. In den Szenen, in denen im Original der Set-Ton (auch O-Ton genannt) verwendet wurde, müssen vor der Mischung die Geräusche der Schauspieler sowie die Szenenatmo (Hintergrundgeräusche) rekonstruiert werden, oft mit Hilfe eines Geräuschemachers. Unter Umständen müssen für die internationale Fassung auch einzelne oder alle Musikstücke ausgetauscht werden, je nachdem, ob für sie internationale Verwertungsrechte erworben wurden oder nicht.